# DUSP15
DUSP15 (англ. Dual specificity phosphatase 15) – білок, який кодується однойменним геном, розташованим у людей на короткому плечі 20-ї хромосоми. Довжина поліпептидного ланцюга білка становить 295 амінокислот, а молекулярна маса — 31 882.
| 10         |  | 20         |  | 30         |  | 40         |  | 50         |
| ---------- |  | ---------- |  | ---------- |  | ---------- |  | ---------- |
| MTEGVLPGLY |  | LGNFIDAKDL |  | DQLGRNKITH |  | IISIHESPQP |  | LLQDITYLRI |
| PVADTPEVPI |  | KKHFKECINF |  | IHCCRLNGGN |  | CLVHCFAGIS |  | RSTTIVTAYV |
| MTVTGLGWRD |  | VLEAIKATRP |  | IANPNPGFRQ |  | QLEEFGWASS |  | QKGARHRTSK |
| TSGAQCPPMT |  | SATCLLAARV |  | ALLSAALVRE |  | ATGRTAQRCR |  | LSPRAAAERL |
| LGPPPHVAAG |  | WSPDPKYQIC |  | LCFGEEDPGP |  | TQHPKEQLIM |  | ADVQVQLRPG |
| SSSCTLSAST |  | ERPDGSSTPG |  | NPDGITHLQC |  | SCLHPKRAAS |  | SSCTR      |

A: Аланін

C: Цистеїн

D: Аспарагінова кислота

E: Глутамінова кислота

F: Фенілаланін

G: Гліцин

H: Гістидин

I: Ізолейцин

K: Лізин

L: Лейцин

M: Метіонін

N: Аспарагін

P: Пролін

Q: Глутамін

R: Аргінін

S: Серин

T: Треонін

V: Валін

W: Триптофан

Кодований геном білок за функціями належить до гідролаз, протеїн-фосфатаз. 
Задіяний у такому біологічному процесі, як альтернативний сплайсинг. 
Локалізований у клітинній мембрані, цитоплазмі, мембрані.